# Unterseeboot 721
L'Unterseeboot 721 ou U-721 est un sous-marin allemand (U-Boot) de type VIIC utilisé par la Kriegsmarine pendant la Seconde Guerre mondiale.
Le sous-marin fut commandé le 25 août 1941 à Hambourg (H. C. Stülcken Sohn), sa quille fut posée le 16 novembre 1942, il fut lancé le 23 juillet 1943 et mis en service le 8 novembre 1943 sous le commandement de l'Oberleutnant zur See Otto Wollschläger.
L'U-721 n'effectua aucune patrouille, par conséquent il n'endommagea ou ne coula aucun navire.
Il fut sabordé en mai 1945.

## Conception
Unterseeboot type VII, l'U-721 avait un déplacement de 769 tonnes en surface et 871 tonnes en plongée. Il avait une longueur totale de 67,10 m, un maître-bau de 6,20 m, une hauteur de 9,60 m et un tirant d'eau de 4,74 m. Le sous-marin était propulsé par deux hélices de 1,23 m, deux moteurs diesel Germaniawerft M6V 40/46 de 6 cylindres en ligne de 1 400 cv à 470 tr/min, produisant un total de 2 060 à 2 350 kW en surface et de deux moteurs électriques Garbe, Lahmeyer & Co. RP 137/c de 375 cv à 295 tr/min, produisant un total 550 kW, en plongée. Le sous-marin avait une vitesse en surface de 17,7 nœuds (32,8 km/h) et une vitesse de 7,6 nœuds (14,1 km/h) en plongée. Immergé, il avait un rayon d'action de 80 milles marins (150 km) à 4 nœuds (7,4 km/h; 4,6 milles par heure) et pouvait atteindre une profondeur de 230 m. En surface son rayon d'action était de 8 500 milles nautiques (soit 15 700 km) à 10 nœuds (19 km/h).
L'U-721 était équipé de cinq tubes lance-torpilles de 53,3 cm (quatre montés à l'avant et un à l'arrière) qui contenait quatorze torpilles. Il était équipé d'un canon de 8,8 cm SK C/35 (220 coups) et d'un canon antiaérien de 20 mm Flak. Il pouvait transporter 26 mines TMA ou 39 mines TMB. Son équipage comprenait 4 officiers et 40 à 56 sous-mariniers.

## Historique
Il fut affecté au sein de la 22. Unterseebootsflottille comme navire-école jusqu'au 28 février 1945, puis il intégra sa formation de base dans la 31. Unterseebootsflottille.
En septembre 1944, l'U-721 a été équipé d'un Snorkel.
L'Unterseeboot 721 n'a pas été affecté à sa formation de combat en raison de la reddition de l'Allemagne nazie. De ce fait, il n'a pas pu réaliser de patrouille en temps de guerre, notamment car il a servi de navire d'apprentissage des équipages pendant un an et demi.
Il est sabordé le 5 mai 1945 dans la baie de Gelting (en) à la position 54° 48′ N, 9° 49′ E, suivant les ordres de l'amiral Karl Dönitz (Opération Regenbogen).
Son épave est renflouée en 1948 et démolie en 1953.

## Affectations
- 22. Unterseebootsflottille du 28 septembre 1943 au 28 février 1945 (Navire-école).
- 31. Unterseebootsflottille du 1er mars 1945 au 5 mai 1945 (Période de formation).

## Commandement
- Oberleutnant zur See Otto Wollschläger du 8 novembre 1943 au 17 décembre 1944.
- Oberleutnant zur See Ludwig Fabricius du 18 décembre 1944 au 5 mai 1945.